# Colin Ford
Colin Ford (sinh ngày 12 tháng 9 năm 1996) là nam diễn viên kiêm lồng tiếng người Mỹ. Anh từng vào vai Joe McAlister trong Under the Dome. Anh cũng lồng tiếng cho vai Jake trong Jake and the Never Land Pirates.

## Thời thơ ấu
Colin theo học trung học Campbell Hall School. Sau phim We Bought a Zoo, Colin tiếp tục đóng trong Under The Dome, vai Joe McAlister.

## Danh sách phim

### Điện ảnh
| Năm  | Tên                                     | Vai                          | Ghi chú        |
| ---- | --------------------------------------- | ---------------------------- | -------------- |
| 2002 | Sweet Home Alabama                      | Clinton Jr.                  | Không ghi danh |
| 2003 | Dumb and Dumberer: When Harry Met Lloyd | Lloyd Christmas hồi bé       | Không ghi danh |
| 2004 | Moved                                   | Noel Franks hồi bé           | Phim ngắn      |
| 2004 | The Work and the Glory                  | Matthew Steed                |                |
| 2005 | The Work and the Glory: American Zion   | Matthew Steed                |                |
| 2006 | The Ant Bully                           | Red Teammate #4 (lồng tiếng) |                |
| 2007 | Christmas Is Here Again                 | Dart (lồng tiếng)            | Video          |
| 2007 | In the Name of the King                 | Zeph                         |                |
| 2007 | American Family                         | Caleb Bogner                 |                |
| 2012 | Disconnect                              | Jason Dixon                  |                |
| 2012 | Eye of the Hurricane                    | Mike Ballard                 |                |
| 2016 | Lockdown                                | Brandon                      | Phim ngắn      |
| 2018 | Every Day                               | Xavier Adams                 |                |
| 2018 | Family Blood                            | Kyle                         |                |
| 2018 | Extracurricular Activities              | Reagan Collins               |                |
| 2018 | The War with Grandpa                    | Russell                      |                |
| 2019 | Captain Marvel                          |                              | Hậu kỳ         |